# Georg Fortner
Georg Fortner (* 30. Oktober 1814 in München; † 27. Juli 1879 ebenda) war ein deutscher Historienmaler, Glasmaler und Freskant. Er schuf zahlreiche Kirchenfenster.

## Leben
Georg Fortner war der Sohn eines Eisenhändlers und sollte auch Kaufmann werden. Auf Umwegen kam er zum Historienmaler Joseph Schlotthauer an die Münchner Königliche Akademie, dieser empfahl ihn an Heinrich von Heß und dieser ließ ihn Glasfenster machen.
Er entwarf Fenster für Dome und Kirchen in Köln (Görres-Fenster im Dom), den Regensburger Dom, die
Elisabethenkirche Basel (mit Wilhelm Hauschild), die St Mungo’s Cathedral Glasgow, Dublin und das
Trinity College Oxford, aber auch für die Stadtkirche Burgdorf BE. Als seine beste und originellste Arbeit gelten die vierzehn Kreuzwegstationen in der die Münchener Ludwigskirche umschließenden Gartenanlage. 1846 malte er in Stereochromie auf Steinplatten, eine Technik die von Schlotthauer erfunden worden war, aber diese Bilder mussten seiner Zeit bereits erneuert werden. Für das Xylographische Institut von Braun zeichnete er mit Michael Heil und Andreas Müller eine Serie von 72 Blättern „Christkatholische Bilder“.
Mehrere seiner Bilder befanden sich im Münchener National-Museum, wo er auch die Fresken malte.

### Werke (Auswahl)
- Hagen und die Meermaid
- Flucht nach Aegypten, 1855
- Rückkehr von der Grablegung, 1867.